# Liga de Ascenso de México
La Liga de Ascenso o Ascenso MX y por motivos de patrocinio también conocida como Ascenso BBVA MX, fue el torneo de segunda categoría del balompié profesional en el sistema de ligas de fútbol en México. El torneo fue establecido en 1994 cuando se intentó crear una Liga Premier y la Segunda División de México cambió de nombre a "Primera A". Cambia de nuevo de nombre en 2009 tomando el de Liga de Ascenso, que es con el que se le conoce a partir del Torneo Apertura 2009 hasta el Clausura 2020, cuando la Federación Mexicana de Fútbol (FMF) decidió desaparecer el torneo para crear una Liga de Expansión para nuevos talentos, sin vinculación directa con la máxima categoría del fútbol mexicano que durara los próximos tres años.
Desde el Torneo Apertura 2015 hasta el Clausura 2020, se estableció un acuerdo de patrocinio con el banco BBVA México, por lo que el Ascenso MX pasó a denominarse comercialmente como Ascenso BBVA MX.

## Historia
Con el objetivo de crear una "Liga Premier", la Federación Mexicana de Fútbol (FMF) decidió cambiar en 1994 de nombre la Segunda División a "Primera División A", argumentando que la diferencia entre Primera División y la "A" sería menor. El proyecto, que tuvo en sus manos José Antonio García Rodríguez, en ese entonces presidente de la rama de la Primera División, incluía la participación de equipos de Estados Unidos, Halcones Negros de San José y Los Ángeles Salsa, que fueron los clubes más interesados. A pesar de esto, los estatutos de FIFA no autorizaron la integración de esos conjuntos. Con esto, los equipos más importantes de la Segunda División de México se comprometieron a participar en esta nueva categoría, que dio inicio en la campaña 1994–95 con 15 escuadras: Acapulco FC, Gallos de Aguascalientes, Atlético Celaya, Club Irapuato, La Piedad, Deportivo Marte, Pachuca, Atlético San Francisco, Real San Luis, Caimanes de Tabasco, Coras de Tepic, Inter de Tijuana, Halcones de Querétaro, Atlético Yucatán y Zacatepec, que fueron los fundadores de la rama. Cobras de Ciudad Juárez, que hubiese sido el equipo número 16, declinó participar debido a problemas económicos.
Para el torneo Apertura 2006 se decidió incrementar el número de equipos en la división de 20 a 24 y formar dos grupos A y B divididos por zonas geográficas. El cambio se debe a que la FMF decidió que cada equipo de Primera División debe de contar una filial en el "Circuito de Ascenso", aunado a la intención de reducir costos a los equipos de la división "A" para ya no tener que viajar grandes distancias entre una plaza y otra, de ahí que se incrementara de 20 a 24 equipos.
A partir del torneo Apertura 2009 se producen cambios muy importantes, siendo los más destacados el cambio de nombre a Liga de Ascenso, la reducción a 17 equipos y la eliminación de los grupos. Para el Apertura 2010, con el ascenso del Altamira, participaron 18 equipos, luego de la desafiliación de Guerreros FC de Hermosillo, se redujo a 17 el número de equipos participantes en el Clausura 2011, pero luego de la desafiliación y posterior compra de los Albinegros de Orizaba que revivió a los Tiburones Rojos de Veracruz, la desaparición de Alacranes de Durango y el cambio de nombre de Potros Neza a Neza FC para el Apertura 2011 se redujo a 16. Después de la desafiliación de Indios de Ciudad Juárez, se redujo a 15 equipos para el Clausura 2012. Para el Apertura 2013 hubo varias modificaciones, en cuanto a equipos serían 16, con la incorporación de Alebrijes de Oaxaca, el regreso del Zacatepec y la venida de Delfines del Carmen. Los clubes que desaparecieron fueron Neza, Irapuato y Veracruz. La Piedad, equipo ascendido, solicitó cambio de sede a Veracruz y adquirió el nombre de los Tiburones Rojos de Veracruz.
A partir del Torneo Apertura 2015, se estableció un acuerdo de patrocinio con el banco BBVA México, por lo que el Ascenso MX pasó a denominarse comercialmente como Ascenso BBVA MX.
A partir del torneo Apertura 2017 se restableció la certificación para ascenso, por la cual únicamente los equipos que cuenten con un estadio con capacidad mayor a 20 mil espectadores y que no compartan propietario con un club de Primera División podrán ascender de manera directa, el resto de clubes tendrán 45 días para corregir su situación, en caso contrario permanecerán en el Ascenso MX y únicamente recibirán un premio económico por su triunfo.
A partir de la temporada 2018-19 se jugará con 15 equipos debido a que el equipo campeón de la Segunda División de México que fue el Club Deportivo Tepatitlán de Morelos no pudo ascender por falta de certificación. En la temporada 2019-20 queda con 14 equipos debido a la compra de la franquicia de Lobos BUAP por parte del Fútbol Club Juárez, que participará directamente en la Liga MX. Así mismo, se aprueba que todos los equipos del Ascenso MX, incluido el recién ascendido Loros de Colima, se les otorgará automáticamente la certificación para jugar en la máxima categoría sin necesidad de requisitos mínimos. Sin embargo, para enero de 2020 se quedó con 12 equipos luego que Potros UAEM y Loros de Colima decidieran no continuar en el torneo Clausura 2020, desapareciendo como equipos junto a sus filiales.
En asamblea de la FMF, realizada en abril de 2020 en plena parálisis de los torneos mexicanos debido a la pandemia del Covid-19, se determinó cancelar la temporada 2020 del Ascenso MX y desaparecer esta liga para consolidar una División de Plata adecuada en el fútbol mexicano, todo esto a causa de las constantes crisis económicas que venían atravesando los equipos de la segunda categoría en los últimos años y que han obligado, en muchos casos, a las desapariciones de equipos y a la disminución de participantes en el Ascenso MX.

## Sistema de competencia

### Temporada regular
La temporada se disputaba anualmente, dividida en dos torneos cortos, cada uno con su propia liguilla y campeón. Comenzando por los denominados torneos de Apertura a finales del mes de julio o principios de agosto, y terminando en el mes de diciembre. Se cerraba con los llamados torneos de Clausura, que comenzaban a principios de enero y terminaban a finales de mayo o principios de junio.
La competición constaba de un grupo único integrado por los 12 clubes que conformaban el máximo circuito, disputando 11 partidos cada uno, todos contra todos a una sola vuelta; si al finalizar las 15 jornadas de cada torneo, dos o más clubes estuviesen empatados en puntos, su posición en la Tabla general de clasificación era determinada atendiendo a los siguientes criterios de desempate:
- Mejor diferencia entre los goles anotados y recibidos.
- Mayor número de goles anotados.
- Marcadores particulares entre los clubes empatados.
- Mayor número de goles anotados como visitante.
- Mejor ubicado en la tabla general de cociente.
- Tabla fair play.
- Sorteo.

### Liguilla
El líder del torneo clasificaba directamente a las semifinales. Los siguientes seis clubes calificados para la fase final del torneo eran ubicados en duelos directos de acuerdo con el lugar que ocupen en la Tabla general al término de la jornada 11 (es decir 2 vs 7, 3 vs 6 y 4 vs 5).
La Liguilla consistía en partidos de visita recíproca de cuartos de final, semifinal y la gran final. Es importante señalar que en caso de empate en el marcador global, el primer criterio de desempate era el gol de visitante, y de mantenerse el empate global, el segundo criterio era la posición general ocupada en el torneo regular; así pues, el equipo que haya realizado más puntos es quien avanzaba a la siguiente ronda. Estos criterios se anulaban en la final por el título; por lo tanto, en caso de empate global habría prórroga con tiempos extras y, de ser necesario, ronda de penales.

### Final por el ascenso
Disputaban el ascenso a la Primera División o Liga MX los campeones de los Torneos Apertura y Clausura de cada temporada. El club con mayor número de puntos en la Tabla General de Clasificación de la Temporada, (tabla que suma los puntos obtenidos por los Clubes participantes durante ambos Torneos) y tomando en cuenta los criterios de desempate establecidos en el reglamento de competencia, era el que jugaba como local el partido de vuelta, eligiendo el horario del mismo y debiéndose jugar obligatoriamente en sábado y sábado.
El club vencedor de la Final de Ascenso a la Liga MX era aquel que en los dos partidos anote el mayor número de goles, criterio conocido como marcador global. Si al término del tiempo reglamentario el partido estaba empatado, se agregarían dos tiempos extras de 15 minutos cada uno. De persistir el empate en estos periodos, se procedía a lanzar tiros penales hasta que resultara un vencedor.
Si el Club vencedor era el mismo en los dos Torneos, se producía el ascenso automáticamente.
Hasta el Clausura 2019, los equipos del Ascenso MX debían estar certificados para ascender a la Liga MX, certificación que obtenían al cumplir una serie de requisitos en materia de infraestructura (estadios propios con capacidad de 20 000 personas o más) y formación y desarrollo en sus divisiones juveniles, además de tener equipo profesional en la Liga MX Femenil y un equipo filial en las categorías inferiores, requisitos que no podían cumplir todos los equipos haciendo inviable su ascenso así hubieran ganado ese derecho. Tal fue el caso de Cafetaleros de Tapachula, que pese a haber ganado la Final de Ascenso 2017-18 no se le permitió ascender a la máxima categoría y, en su lugar, se le otorgó un incentivo económico de 120 millones de pesos, siendo el primer y único caso de esta naturaleza en la Liga de Ascenso. En mayo de 2019, luego de una reunión en la sede de la Federación Mexicana de Fútbol con sus directivas y los representantes de los equipos, se acordó que todos los participantes del Ascenso MX, sin excepciones, quedaban certificados para ascender a la Liga MX sin necesidad de cumplir requisitos mínimos.
Con la desaparición del Ascenso MX en 2020, esta eliminatoria quedó también desaparecida del calendario mexicano de fútbol.

### Descenso y ascenso de la Segunda División
Se utilizaba el sistema conocido como porcentaje o tabla del descenso. El descenso era cada dos torneos cortos, contando el cociente que se obtenía de dividir los puntos obtenidos entre los partidos jugados en los últimos seis torneos. En la Liga de Ascenso descendía un solo equipo —obviamente, con el peor promedio—, a la división inmediata, en este caso la Segunda División. A los equipos recién ascendidos o con menos de seis temporadas en la división de plata se les sacaba su cociente contabilizando únicamente las temporadas que llevaran jugando. Por esta razón, su promedio podía subir o bajar con mayor facilidad. En caso de que dos equipos o más tuvieran exactamente el mismo promedio de puntos por partido, descendía aquel equipo que tuviera peor diferencia de gol.
Como cláusula de competencia, el reglamento expresaba que un equipo que ocupe el último lugar de la tabla del descenso no podía acceder a la Liguilla, aun estando colocado en posición de clasificar.
El lugar del equipo descendido lo ocupaba el campeón de la final por el ascenso de la Segunda División, que disputan los dos campeones de la Serie A de los dos torneos cortos disputados en la temporada; en caso de que un equipo obtenga los dos títulos ascendía automáticamente.
Si el equipo ascendido no cumplía con los requisitos mínimos de infraestructura de la división de plata (que era algo muy común en esta categoría), se le guardaba su lugar un año para cumplir los requisitos y que pudiera jugar hasta la siguiente temporada. Estos requisitos se relacionaban con un estadio que tenga una capacidad mínima de 10 000 personas y que fuera de propiedad del equipo para sus partidos en el Ascenso MX.

## Historial
| Temporada         | Campeón                                             | Resultado                                           | Subcampeón                                          | Descenso de Primera División                        | Ascenso a Ascenso MX                                | Descenso a Liga Premier                             |
| ----------------- | --------------------------------------------------- | --------------------------------------------------- | --------------------------------------------------- | --------------------------------------------------- | --------------------------------------------------- | --------------------------------------------------- |
| 1994-1995         | Atlético Celaya                                     | 1-0 t.e.                                            | Pachuca                                             | Correcaminos UAT TM Gallos Blancos                  | Cruz Azul (Hidalgo)                                 | Tabasco                                             |
| 1995-1996         | Pachuca                                             | 4-2                                                 | Hermosillo                                          | Tigres                                              | Tigrillos                                           | Tepic                                               |
| Invierno 1996     | Tigres                                              | 3-1                                                 | Atlético Hidalgo                                    | Pachuca                                             | Bachilleres                                         | Inter                                               |
| Verano 1997       | Tigres(1)                                           | 4-1                                                 | Correcaminos UAT                                    | Pachuca                                             | Bachilleres                                         | Inter                                               |
| Invierno 1997     | Pachuca(2)                                          | 2-1                                                 | Real Sociedad                                       | Veracruz                                            | Aguascalientes                                      | Marte                                               |
| Verano 1998       | Tigrillos                                           | 4-1                                                 | Zacatepec                                           | Veracruz                                            | Aguascalientes                                      | Marte                                               |
| Invierno 1998     | Atlético Yucatán                                    | 1-0                                                 | Chivas Tijuana                                      | Puebla(4)                                           | Durango                                             | Atlético San Francisco                              |
| Verano 1999       | Unión de Curtidores(2) (3)                          | 3-2                                                 | Cruz Azul (Hidalgo)                                 | Puebla(4)                                           | Durango                                             | Atlético San Francisco                              |
| Invierno 1999     | Irapuato                                            | 5-3                                                 | Zacatepec                                           | Toros Neza                                          | Marte                                               | Halcones                                            |
| Verano 2000       | Irapuato(1)                                         | 4-4 (4-2 p.)                                        | Cruz Azul (Hidalgo)                                 | Toros Neza                                          | Marte                                               | Halcones                                            |
| Invierno 2000     | Aguascalientes                                      | 6-4                                                 | La Piedad                                           | Atlante(5)                                          | Tampico-Madero Zitácuaro(6)                         | Halcones                                            |
| Verano 2001       | La Piedad(2)                                        | 4-2                                                 | Toros Neza                                          | Atlante(5)                                          | Tampico-Madero Zitácuaro(6)                         | Halcones                                            |
| Invierno 2001     | Veracruz(7)                                         | 4-2                                                 | San Luis                                            | León(8)                                             | Cihuatlán                                           | No hubo descenso(9)                                 |
| Verano 2002       | San Luis(2)                                         | 5-4                                                 | Tigrillos                                           | León(8)                                             | Cihuatlán                                           | No hubo descenso(9)                                 |
| Invierno 2002     | Irapuato(2)                                         | 0-0 (5-4 p.)                                        | La Piedad                                           | Colibríes                                           | Coatzacoalcos                                       | Gavilanes                                           |
| Verano 2003       | León                                                | 3-2                                                 | Tapatío                                             | Colibríes                                           | Coatzacoalcos                                       | Gavilanes                                           |
| Apertura 2003     | Dorados(2)                                          | 7-6 (g.o.)                                          | Cobras                                              | San Luis                                            | Pachuca Juniors Lobos BUAP                          | Jaguares (Tapachula) Trotamundos                    |
| Clausura 2004     | León                                                | 2-1                                                 | Dorados                                             | San Luis                                            | Pachuca Juniors Lobos BUAP                          | Jaguares (Tapachula) Trotamundos                    |
| Apertura 2004     | San Luis(2)                                         | 3-2                                                 | Atlético Mexiquense                                 | Puebla                                              | Académicos                                          | Altamira                                            |
| Clausura 2005     | Querétaro                                           | 3-2                                                 | León                                                | Puebla                                              | Académicos                                          | Altamira                                            |
| Apertura 2005     | Puebla                                              | 2-1                                                 | Cruz Azul (Oaxaca)                                  | Dorados                                             | Pegaso Anáhuac Coatzacoalcos                        | Dorados (Tijuana) Irapuato                          |
| Clausura 2006     | Querétaro(2)                                        | 3-3 (4-3 p.)                                        | Indios                                              | Dorados                                             | Pegaso Anáhuac Coatzacoalcos                        | Dorados (Tijuana) Irapuato                          |
| Apertura 2006     | Puebla(2)                                           | 3-3 (6-5 p.)                                        | Salamanca                                           | Querétaro                                           | Pachuca Juniors                                     | Monarcas Morelia "A"                                |
| Clausura 2007     | Dorados                                             | 5-4                                                 | León                                                | Querétaro                                           | Pachuca Juniors                                     | Monarcas Morelia "A"                                |
| Apertura 2007     | Indios(2)                                           | 7-0                                                 | Dorados                                             | Veracruz                                            | Pachuca Juniors                                     | Tijuana                                             |
| Clausura 2008     | León                                                | 3-2                                                 | Dorados                                             | Veracruz                                            | Pachuca Juniors                                     | Tijuana                                             |
| Apertura 2008     | Querétaro(2)                                        | 2-0                                                 | Irapuato                                            | Necaxa                                              | Mérida "A"                                          | Jaguares (Tapachula)                                |
| Clausura 2009     | Mérida                                              | 1-0                                                 | Tijuana                                             | Necaxa                                              | Mérida "A"                                          | Jaguares (Tapachula)                                |
| Apertura 2009     | Necaxa                                              | 4-3                                                 | Irapuato                                            | Indios                                              | Altamira                                            | No hubo descenso(9)                                 |
| Bicentenario 2010 | Necaxa(1)                                           | 4-2                                                 | León                                                | Indios                                              | Altamira                                            | No hubo descenso(9)                                 |
| Apertura 2010     | Tijuana(2)                                          | 3-0                                                 | Veracruz                                            | Necaxa                                              | Celaya                                              | No hubo descenso(9)                                 |
| Clausura 2011     | Irapuato                                            | 2-1                                                 | Tijuana                                             | Necaxa                                              | Celaya                                              | No hubo descenso(9)                                 |
| Apertura 2011     | Correcaminos UAT                                    | 4-1                                                 | La Piedad                                           | Estudiantes Tecos                                   | Tecamachalco(10)                                    | No hubo descenso(9)                                 |
| Clausura 2012     | León(2)                                             | 7-3                                                 | Lobos BUAP                                          | Estudiantes Tecos                                   | Tecamachalco(10)                                    | No hubo descenso(9)                                 |
| Apertura 2012     | La Piedad(2) (11)                                   | 3-2                                                 | Dorados                                             | Querétaro(12)                                       | Galeana                                             | Pumas Morelos                                       |
| Clausura 2013     | Toros Neza                                          | 4-0                                                 | Necaxa                                              | Querétaro(12)                                       | Galeana                                             | Pumas Morelos                                       |
| Apertura 2013     | Leones Negros UdeG(2)                               | 2-1                                                 | Necaxa                                              | Atlante                                             | Atlético Coatzacoalcos(10)                          | Zacatepec(13)                                       |
| Clausura 2014     | Estudiantes Tecos                                   | 1-1 (4-3 p.)                                        | Correcaminos UAT                                    | Atlante                                             | Atlético Coatzacoalcos(10)                          | Zacatepec(13)                                       |
| Apertura 2014     | Necaxa                                              | 4-4 (5-4 p.)                                        | Tepic                                               | Leones Negros UdeG                                  | Universidad de Colima(14)                           | No hubo descenso(9)                                 |
| Clausura 2015     | Dorados(2)                                          | 3-1                                                 | Atlético San Luis                                   | Leones Negros UdeG                                  | Universidad de Colima(14)                           | No hubo descenso(9)                                 |
| Apertura 2015     | Juárez                                              | 3-1                                                 | Atlante                                             | Dorados                                             | Potros UAEM                                         | No hubo descenso(9)                                 |
| Clausura 2016     | Necaxa(2)                                           | 2-0                                                 | Zacatecas                                           | Dorados                                             | Potros UAEM                                         | No hubo descenso(9)                                 |
| Apertura 2016     | Dorados                                             | 4-2                                                 | Atlante                                             | Chiapas                                             | Tlaxcala(10)                                        | Universidad de Colima                               |
| Clausura 2017     | Lobos BUAP(2)                                       | 4-2                                                 | Juárez                                              | Chiapas                                             | Tlaxcala(10)                                        | Universidad de Colima                               |
| Apertura 2017     | Oaxaca                                              | 2-2 (4-2 p.)                                        | Juárez                                              | Lobos BUAP(16)                                      | Club Tepatitlán(10)                                 | Murciélagos                                         |
| Clausura 2018     | Tapachula(15)                                       | 3-2                                                 | Leones Negros UdeG                                  | Lobos BUAP(16)                                      | Club Tepatitlán(10)                                 | Murciélagos                                         |
| Apertura 2018     | Atlético de San Luis                                | 4-3                                                 | Dorados                                             | Veracruz(16)                                        | Universidad de Colima                               | Tampico Madero(17)                                  |
| Clausura 2019     | Atlético de San Luis(1)                             | 2-1                                                 | Dorados                                             | Veracruz(16)                                        | Universidad de Colima                               | Tampico Madero(17)                                  |
| Apertura 2019     | Oaxaca                                              | 5-3                                                 | Zacatepec                                           | No hubo descenso                                    | No hubo ascenso                                     | No hubo descenso                                    |
| Clausura 2020     | Torneo cancelado debido a la pandemia del COVID-19. | Torneo cancelado debido a la pandemia del COVID-19. | Torneo cancelado debido a la pandemia del COVID-19. | Torneo cancelado debido a la pandemia del COVID-19. | Torneo cancelado debido a la pandemia del COVID-19. | Torneo cancelado debido a la pandemia del COVID-19. |

### Campeonatos por club
| Club                         | Títulos | Subtítulos | Años Campeón                   | Años Subcampeón                                |
| ---------------------------- | ------- | ---------- | ------------------------------ | ---------------------------------------------- |
| Dorados                      | 4       | 6          | A-2003, C-2007, C-2015, A-2016 | C-2004, A-2007, C-2008, A-2012, A-2018, C-2019 |
| León                         | 4       | 3          | C-2003, C-2004, C-2008, C-2012 | C-2005, C-2007, B-2010                         |
| Irapuato                     | 4       | 2          | I-1999, V-2000, A-2002, C-2011 | A-2008, A-2009                                 |
| Necaxa                       | 4       | 2          | A-2009, B-2010, A-2014, C-2016 | C-2013, A-2013                                 |
| Querétaro                    | 3       | -          | C-2005, C-2006, A-2008         | -                                              |
| La Piedad                    | 2       | 3          | V-2001, A-2012                 | I-2000, A-2002, A-2011                         |
| Pachuca                      | 2       | 1          | 1995-96, I-1997                | 1994-95                                        |
| San Luis                     | 2       | 1          | V-2002, A-2004                 | I-2001                                         |
| Atlético de San Luis         | 2       | 1          | A-2018, C-2019                 | C-2015                                         |
| Tigres UANL                  | 2       | -          | I-1996, V-1997                 | -                                              |
| Puebla                       | 2       | -          | A-2005, A-2006                 | -                                              |
| Venados                      | 2       | -          | I-1998, C-2009                 | -                                              |
| Oaxaca                       | 2       | -          | A-2017, A-2019                 | -                                              |
| Correcaminos UAT             | 1       | 2          | A-2011                         | V-1997, C-2014                                 |
| Tijuana                      | 1       | 2          | A-2010                         | C-2009, C-2011                                 |
| Juárez                       | 1       | 2          | A-2015                         | C-2017, A-2017                                 |
| Tigrillos                    | 1       | 1          | V-1998                         | V-2002                                         |
| Veracruz                     | 1       | 1          | I-2001                         | A-2010                                         |
| Toros Neza                   | 1       | 1          | C-2013                         | V-2001                                         |
| Indios                       | 1       | 1          | A-2007                         | C-2006                                         |
| Lobos BUAP                   | 1       | 1          | C-2017                         | C-2012                                         |
| Leones Negros UdeG           | 1       | 1          | A-2013                         | C-2018                                         |
| Atlético Celaya              | 1       | -          | 1994-95                        | -                                              |
| Unión de Curtidores          | 1       | -          | V-1999                         | -                                              |
| Aguascalientes               | 1       | -          | I-2000                         | -                                              |
| Estudiantes Tecos            | 1       | -          | C-2014                         | -                                              |
| Tapachula                    | 1       | -          | C-2018                         | -                                              |
| Cruz Azul (Hidalgo)/(Oaxaca) | -       | 3          | -                              | V-1999, V-2000, A-2005                         |
| Zacatepec                    | -       | 3          | -                              | V-1998, I-1999, A-2019                         |
| Atlante                      | -       | 2          | -                              | A-2015, A-2016                                 |
| Hermosillo                   | -       | 1          | -                              | 1995-96                                        |
| Atlético Hidalgo             | -       | 1          | -                              | I-1996                                         |
| Real Sociedad                | -       | 1          | -                              | I-1997                                         |
| Chivas Tijuana               | -       | 1          | -                              | I-1998                                         |
| Tapatío                      | -       | 1          | -                              | C-2003                                         |
| Cobras                       | -       | 1          | -                              | A-2003                                         |
| Atlético Mexiquense          | -       | 1          | -                              | A-2004                                         |
| Salamanca                    | -       | 1          | -                              | A-2006                                         |
| Tepic                        | -       | 1          | -                              | A-2014                                         |
| Zacatecas                    | -       | 1          | -                              | C-2016                                         |

## Campeones de goleo
| Año               | Nombre                                         | Equipo                               | Goles |
| ----------------- | ---------------------------------------------- | ------------------------------------ | ----- |
| 1994-1995         | Marco de Almeida                               | Marte                                | 15    |
| 1995-1996         | Lorenzo Sáez                                   | Pachuca                              | 30    |
| Invierno 1996     | Nílson Esidio                                  | Tigres                               | 11    |
| Verano 1997       | Ángel Lemus Carlos Pavón                       | Irapuato Correcaminos                | 12    |
| Invierno 1997     | Níver Arboleda                                 | Zacatepec                            | 17    |
| Verano 1998       | Daniel Fascioli Carlos Morales Valtencir Gomes | Correcaminos Pachuca Tigrillos       | 12    |
| Invierno 1998     | Cristián Ariel Morales                         | Irapuato                             | 19    |
| Verano 1999       | Ángel Lemus                                    | Real San Luis                        | 16    |
| Invierno 1999     | Cristián Ariel Morales                         | Irapuato                             | 17    |
| Verano 2000       | Carlos Muñoz                                   | Lobos UAP                            | 15    |
| Invierno 2000     | Christian Patiño                               | La Piedad                            | 16    |
| Verano 2001       | Héctor Giménez                                 | Aguascalientes                       | 16    |
| Invierno 2001     | Héctor Álvarez                                 | Tampico-Madero                       | 16    |
| Verano 2002       | Ariel González                                 | Querétaro                            | 15    |
| Invierno 2002     | Héctor Álvarez                                 | Zacatepec                            | 23    |
| Verano 2003       | Héctor Álvarez                                 | Zacatepec                            | 16    |
| Apertura 2003     | Héctor Álvarez                                 | León                                 | 17    |
| Clausura 2004     | Mauro Gerk Francisco Bravo                     | Celaya Zacatepec                     | 18    |
| Apertura 2004     | Ariel González                                 | San Luis FC                          | 16    |
| Clausura 2005     | Rubén Darío Gigena                             | Cruz Azul Oaxaca                     | 17    |
| Apertura 2005     | Mauricio Romero                                | Sonora                               | 16    |
| Clausura 2006     | Diego Olsina                                   | Coatzacoalcos                        | 15    |
| Apertura 2006     | Álvaro González                                | Puebla                               | 14    |
| Clausura 2007     | Álvaro González                                | Puebla                               | 16    |
| Apertura 2007     | Mauricio Romero                                | León                                 | 14    |
| Clausura 2008     | Freddy Bareiro                                 | León                                 | 17    |
| Apertura 2008     | Mauro Gerk Raúl Enríquez                       | Querétaro Tijuana                    | 14    |
| Clausura 2009     | Sebastián Maz                                  | Dorados                              | 15    |
| Apertura 2009     | Ariel González                                 | Irapuato                             | 11    |
| Bicentenario 2010 | Ariel González Carlos Casartelli               | Irapuato León                        | 11    |
| Apertura 2010     | Eder Pacheco                                   | Durango                              | 13    |
| Clausura 2011     | Blas Pérez                                     | León                                 | 14    |
| Apertura 2011     | Nicolás Saucedo                                | Correcaminos UAT                     | 11    |
| Clausura 2012     | Sebastián Maz                                  | León                                 | 13    |
| Apertura 2012     | Víctor Hugo Lojero Rodrigo Prieto              | Necaxa Toros Neza                    | 11    |
| Clausura 2013     | Víctor Hugo Lojero                             | Necaxa                               | 12    |
| Apertura 2013     | Gustavo Adrián Ramírez                         | Oaxaca                               | 11    |
| Clausura 2014     | Roberto Nurse                                  | Correcaminos UAT                     | 12    |
| Apertura 2014     | Diego Jiménez Giancarlo Maldonado              | Lobos BUAP Atlante                   | 10    |
| Clausura 2015     | Leandro Carrijo Silva Roberto Nurse            | Atlético San Luis Dorados de Sinaloa | 10    |
| Apertura 2015     | Carlos Garcés Acosta                           | Atlante                              | 10    |
| Clausura 2016     | Ismael Valadéz                                 | Tapachula                            | 10    |
| Apertura 2016     | Roberto Nurse                                  | Mineros                              | 16    |
| Clausura 2017     | Diego Rafael Jiménez                           | Lobos BUAP                           | 10    |
| Apertura 2017     | Luis Madrigal                                  | Alebrijes                            | 12    |
| Clausura 2018     | Guillermo Martínez Ayala                       | Mineros                              | 11    |
| Apertura 2018     | Nicolás Ibáñez Roberto Nurse                   | Atlético de San Luis Mineros         | 8     |
| Clausura 2019     | Nicolás Ibáñez                                 | Atlético de San Luis                 | 11    |
| Apertura 2019     | Víctor Mañón                                   | Loros de Colima                      | 8     |

## Derechos y transmisiones de televisión
Los derechos de transmisión de los 12 equipos del Ascenso MX estaban distribuidos entre Televisa bajo sus filiales TUDN con Atlante y Club Atlético Zacatepec; y SKY con Correcaminos y Cafetaleros de Chiapas. El resto estaban entre Claro Sports, junto a Fox Sports 2 con Mineros; mientras que TVC Deportes tenía a Cimarrones; el Canal 44 de la Universidad de Guadalajara tenía a los Leones Negros UdeG; TVCuatro del Gobierno del Estado de Guanajuato transmitía al Celaya; Fox Sports 2 a Tampico Madero; ESPN 2 tiene a Dorados; Claro Sports con Venados y Facebook Live.[cita requerida]